# Bab Ellah
Bab Ellah (tiếng Ả Rập: باب الله) là một ngôi làng nằm ở Ariha Nahiyah ở huyện Ariha, tỉnh Idlib, Syria. Theo Cục Thống kê Trung ương Syria (CBS), Bab Ellah có dân số 1408 người trong cuộc điều tra dân số năm 2004.